# سلطان الطوقی
سلطان الطوقی (عربی: سلطان محمد سعيد الطوقي؛ زادهٔ ۲ ژانویهٔ ۱۹۸۴) بازیکن فوتبال اهل عمان بود.
از باشگاه‌هایی که در آن بازی کرده‌است می‌توان به باشگاه ورزشی القادسیه کویت، باشگاه ورزشی الشباب کویت، باشگاه السویق، باشگاه ورزشی الشمال، و باشگاه ورزشی السالمیه کویت اشاره کرد.
وی همچنین در تیم ملی فوتبال عمان بازی کرده‌است.